# Crítica del capitalismo
El capitalismo ha sido criticado desde muchas perspectivas durante su historia. Entre los críticos del capitalismo se encuentran los puntos de vista de anarquistas, comunistas, socialdemócratas, tradicionalistas católicos, nacionalistas, nuevo izquierdistas o fascistas. Las críticas varían desde gente a quienes les desagrada los principios del capitalismo en su integridad hasta aquellos que discrepan con los resultados particulares del capitalismo. 
Entre los que desean reemplazar el capitalismo con un método diferente de distribuir los bienes, se puede hacer una distinción entre aquellos que creen que el capitalismo solo puede ser superado con una revolución (por ejemplo, la revolución socialista) y aquellos que creen que el cambio puede venir lentamente por medio del reformismo (por ejemplo, la democracia social). Algunas críticas reconocen méritos en el capitalismo y buscan equilibrar el capitalismo con alguna forma de control social, típicamente a través de regulación gubernamental (por ejemplo, el Partido Laborista del Reino Unido).

## Historia

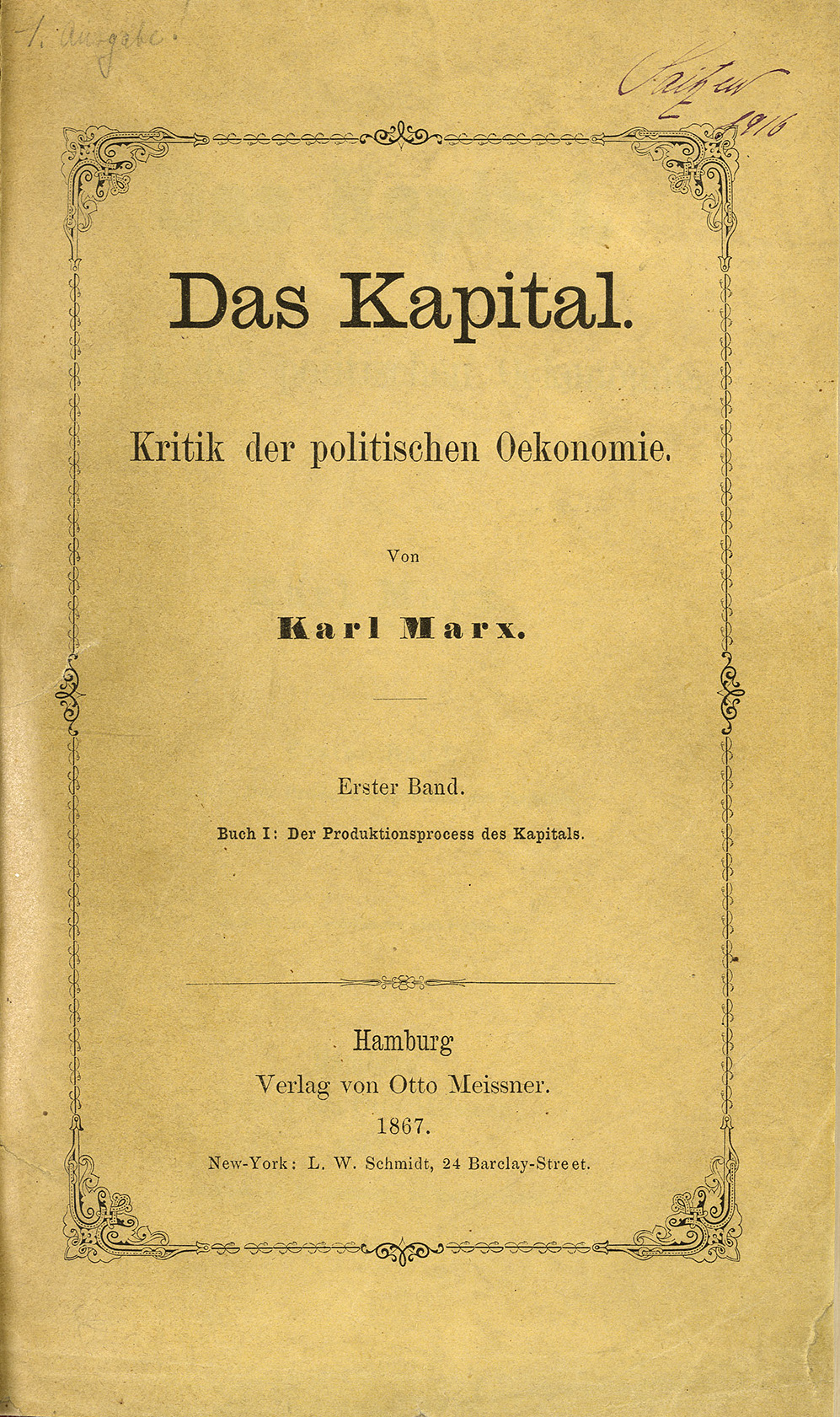
Portada de la primera edición de 1867 del libro Das Kapital de Karl Marx. El libro contiene una crítica de la economía política.

Las críticas se originan poco después del surgimiento del capitalismo moderno. Según las críticas contemporáneas, la rápida industrialización tras la revolución industrial creó condiciones laborales consideradas injustas, incluyendo 14 horas de trabajo diario, explotación infantil y asentamientos informales. Algunas novelas populares surgieron durante este tiempo teniendo una visión pesimista de la revolución industrial, como es el caso de algunas escritas por Charles Dickens. Los economistas modernos optimistas argumentaban que las condiciones habían sido aún peores con anterioridad y que la evidencia empírica mostraba que incluso la revolución industrial temprana incrementó el promedio de los estándares de vida y la expectativa de vida. Los economistas modernos más pesimistas argumentaron que las condiciones no mejoraron o solo lo hicieron lentamente después de 1840.
Algunos pensadores tempranos socialistas rechazaron el capitalismo por completo, intentando crear comunidades socialistas libres de las injusticias percibidas como propias del capitalismo temprano. Entre estos "socialistas utópicos" se encontraba Charles Fourier y Robert Owen. Otros pensadores socialistas argüían que el socialismo no podía ser implementado antes que las fuerzas históricas crearan las condiciones adecuadas y vieron la revolución industrial como un nuevo sistema que podía potencialmente producir suficientes bienes para la población humana entera, pero que era obstaculizado por su método ineficiente de distribuir bienes. En 1848, Karl Marx y Friedrich Engels publicaron el Manifiesto Comunista,  que bosquejó una crítica política y económica del capitalismo, basada en la filosofía del materialismo histórico. Desde entonces, su manifiesto se convirtió en uno de los libros más influyentes. Un coetáneo de Marx, el mutualista Pierre-Joseph Proudhon fue uno de los primeros en llamarlo anarquista.
Estas críticas clásicas, han sufrido una cierta transformación desde esa época. Muchos autores han modificado o actualizado sus pensamientos para incorporar cambios en las sociedades capitalistas. Para principios del siglo XX, una miríada de tendencias sociales han surgido basadas en diferentes interpretaciones de eventos actuales. Capital monopólico, colonialismo acelerado, la difusión de los sindicatos laborales, la ampliación del sufragio y el claro incremento de los estándares de vida, por ejemplo, donde nuevas tendencias que critican el capitalismo, tales como Mijaíl Bakunin, Vladimir Lenin y Eduard Bernstein, procuran entender y contribuir a las diferencias en modelos organizacionales (por ejemplo, anarcosindicalismo, socialdemocracia y bolchevismo). Al identificar problemas con el capitalismo de libre mercado, los gobiernos también comenzaron a poner restricciones a las operaciones de mercado y crearon el intervencionismo económico que intentó mejorar los defectos percibidos del mercado. Economistas keynesianos británicos y el New Deal norteamericano tuvieron efectos duraderos en las políticas sociales de ambos países. Empezando con la Revolución Soviética, los estados socialistas incrementaron en número y empezó la Guerra Fría con las naciones desarrolladas capitalistas. No obstante, luego de las revoluciones de 1989, muchos de estos estados se adaptaron abiertamente a las economías de mercado. La mayoría de los restantes estados ex comunistas han implementado también extensas liberalizaciones de mercado.
En la era actual persisten las críticas del capitalismo. Particularmente, con respecto a la nueva economía global, los críticos han argumentado a favor de la intervención gubernamental o contra el capitalismo. Esta crítica puede involucrar defectos percibidos del mercado en torno al calentamiento global, explotación de ciudadanos bajo el capitalismo consumista, alejamiento de economías manufacteras por dependencia de mercados financieros e imperialismo económico en una edad de globalización. Muchas organizaciones actuales, que no necesariamente rechazan el capitalismo, se enfocan en cambiar políticas nacionales y corporativas (por ejemplo, Greenpeace). Otras organizaciones tienen una visión holística, entendiendo la injusticia capitalista como un problema sistémico (por ejemplo, los ecologistas sociales o los economistas participativos).

## El capitalismo

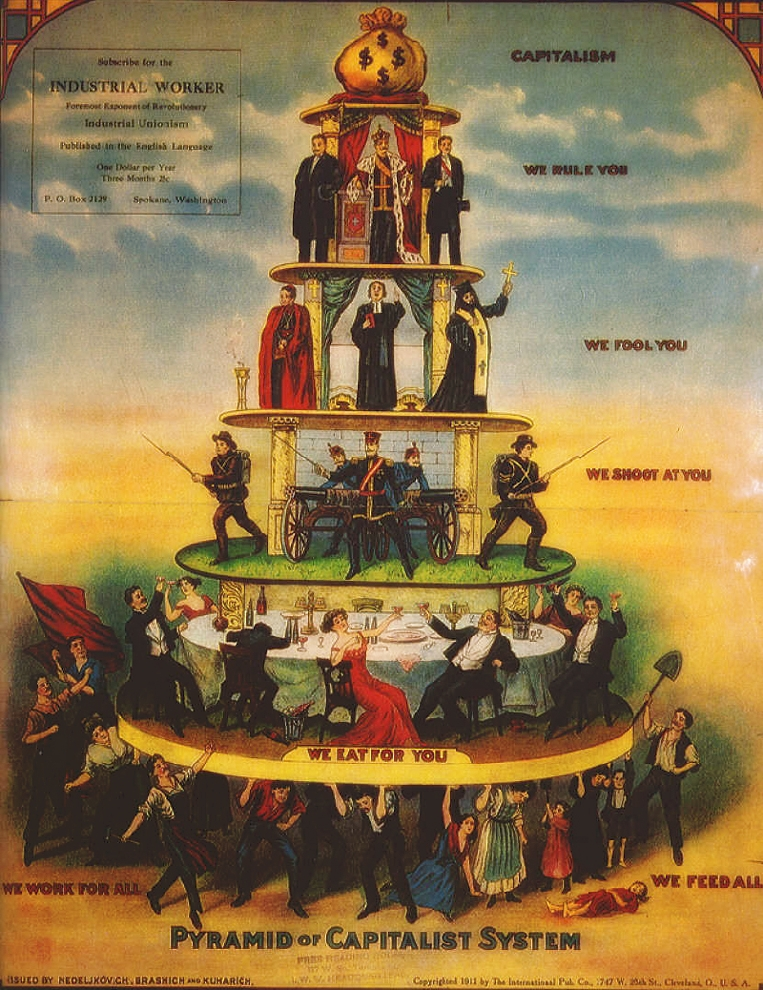
Propaganda Anticapitalista,

No existe una forma canónica de capitalismo, por lo que las críticas al capitalismo han sido dirigidas hacia formas diferentes de capitalismo. Para situar las críticas al modo de organización capitalista conviene resumir las características esenciales del mismo:
- Régimen de propiedad privada;
- Escasa o nula intervención del estado en la organización de la mayoría de bienes producidos,
- Leyes de defensa de la actividad económica privada.
- Búsqueda de actividades económicas redituables que produzcan beneficios,
- Desregulación, pretensión que la dinámica de mercado por sí misma decida que bienes y servicios se producirán.
- Tiene al capital como único objetivo.
- Genera clases socioeconómicas específicas.
- Permite la movilidad social.
- Defiende la libertad de empresa y asociación.
- Se basa en la ley de oferta y demanda
- Promueve la competencia
- Reconoce la libertad de trabajo.
- Produce ideas y crea tecnología para toda la sociedad.

## Argumentos
- Retribución del mérito. Los defensores del capitalismo argumentan que bajo este modo organizativo se incentiva la eficiencia y las personas más capaces alcanzan ingresos más altos. Sin embargo, el régimen de propiedad privada asegura que los herederos de personas de renta alta tendrán rentas altas con mayor probabilidad cuando no tengan las mismas capacidades y habilidades que sus progenitores.
- Bienes colectivos. Un sistema de libre mercado basado puramente en el beneficio individual nunca producirá ciertos bienes cuya producción sería conveniente para toda la comunidad. Esto afecta a bienes para los que no existe rivalidad y exclusividad. Por ejemplo en una localidad de pescadores ninguno de ellos afrontaría individualmente la construcción de un faro para faenar en las noches, ya que el acometería los costes de construcción y mantenimiento y todos los demás disfrutarían por igual la existencia del faro sin haber afrontado los costes.
- Externalidad negativa. Generalmente el mercado ignora los efectos económicos de la actividad económica no relacionados con el coste de producción y distribución. Así ni los productores de automóviles ni los consumidores de vehículos afrontan los costes auténticos de la polución ambiental. Cuando las externalidades tienen efectos negativos y afectan a terceros agentes que no son ni el productor ni el consumidor, se produce un perjuicio que queda fuera del mercado.
- Sostenibilidad ecológica. La masificación del consumismo ha llevado a una dinámica de producción que consume los recursos naturales a un ritmo mucho más elevado del que se producen. De tal manera que diversos autores señalan que la huella ecológica de la producción capitalista supera a la tasa de regeneración del planeta, por lo que a largo plazo sin mejoras tecnológicas o aprovechamiento más racional de los recursos, la dinámica actual del mercado acabará siendo insostenible.
- Exclusión de la gente con capacidad: La estigmatización de las personas con discapacidad como “no aptos” para el empleo; y el menoscabo producido por el desempleo inducido, como factor inherente a la economía capitalista. Muchos autores están de acuerdo que mediante la automatización, la gente en el mundo cada vez más será considerada discapacitada.
- Nula movilidad social: La mayoría de la gente del estrato socioeconómico más bajo está condenada a vivir en esa situación el resto de nuestra vida. Nacer en familia acomodada es un gran determinante en asegurar la permanencia en el privilegiado sector. Es innegable que estamos en una sociedad en la que la movilidad social tiene mínimas posibilidades de ocurrir y en la cual la desigualdad socioeconómica persiste.
- Efecto renta: La variación en la cantidad demandada de un bien (o servicio) como resultado de la modificación del poder adquisitivo de compra causado por un cambio en el precio del bien en cuestión. Cuando cambia el precio de un bien, el poder adquisitivo se modifica. Lo cual puede llevar a la renta de los bienes de consumo.
- Efectos negativos del Individualismo: El individualismo económico sostiene que a cada individuo se le debe permitir la autonomía para tomar sus propias decisiones económicas en contraposición a aquellas decisiones que toman el estado, la comunidad, la corporación, etc. El modelo capitalista fomenta a la irresponsabilidad política de la gente, lo cual puede conllevar a un fascismo moderno.
- Alienación del trabajo: Según Marx, es la deformación de conciencia de la que son víctimas los hombres al aceptar que sus relaciones sociales sean mantenidas por cosas. Es el proceso por el cual el empleado se convierte en algo distinto al producto de su labor, el cual se transforma en una mercancía.[3]
- El dinero como un fin en el sector salud: La negligencia y abandono de investigaciones contra enfermedades de los pobres tiene que ver directamente con la búsqueda de beneficios. Las grandes empresas farmacéuticas no tienen ningún interés en encontrar medicamentos y vacunas para las enfermedades mortales que azotan a los países pobres. Pero su gasto en publicidad y marketing es el doble que en investigación y desarrollo
- El dinero como un fin en nuestras actividades: La cultura capitalista inyecta eficiencia en todo lo que hacemos, se fomenta monetizar nuestros pasatiempos y tiempo libre solo con el objetivo de maximizar ganancias.[4]
- Problemas en la salud mental de las generaciones actuales y futuras: En la cultura capitalista se hace énfasis específico en las clases sociales, lo cual aborda el tema de la ansiedad causada por movimientos, estigmas y estereotipos considerados residuos del capitalismo.[5][6]
- Capitalismo Tardío: Muchos escritores hablan sobre esta nueva etapa del capitalismo actual donde se caracteriza por la expansión del proceso de acumulación, la internacionalización y centralización del capital, la introducción de la automatización en la producción, y la reducción del tiempo de rotación del capital.[7][8]

## Consecuencias Ambientales
El punto más criticado hacia el modelo capitalista es que con la expansión de la producción, la presión y el impacto sobre la naturaleza y los servicios ambientales se han agudizado. Como disminución natural del valor de uso, esto tiene un impacto negativo en la productividad laboral. La fertilidad como proveedora de valor de uso se pierde naturalmente, se necesita más mano de obra para producir la misma cantidad de valor de uso. A medida que la tierra se erosiona y pierde fertilidad, las áreas de producción cercanas se pierden y los recursos no renovables de fácil acceso se agotan, se debe trabajar más para mantener un cierto nivel de producción. La destrucción o degradación de la naturaleza aumenta las horas de trabajo socialmente necesarias para la producción de una determinada mercancía, es decir, reduce la productividad laboral.

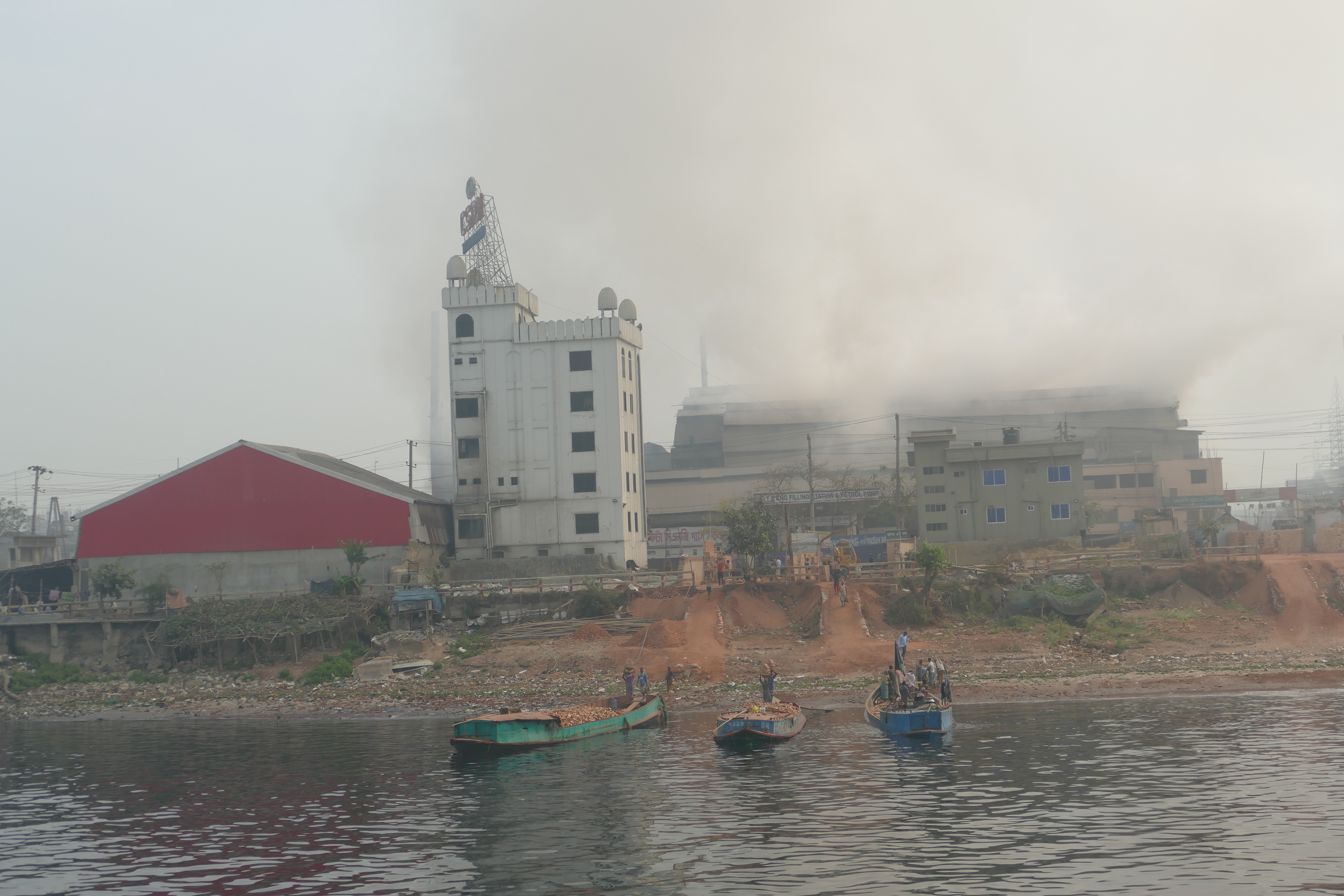
Fabrica en Buriganga, Bangladés.

Con la expansión de la producción de mercancías, la intensificación del uso de la naturaleza puede cambiar los servicios ambientales y cambiar el valor de uso de la naturaleza misma. Además de afectar el mantenimiento y la reproducción de la vida, también afectará el poder de la acumulación capitalista, porque se basa en términos de su valor de uso.
La acumulación de capital depende de la naturaleza y la afecta de diferentes maneras. Algunos servicios ambientales se ven más afectados que otros y otros no. Además, algunos servicios tienen un impacto más importante en la acumulación de capital que otros, y algunos servicios tienen un mayor impacto en la acumulación de capital. el bienestar de las personas. No afecta el proceso de acumulación capitalista, ni el valor del trabajo. Por tanto, aunque la acumulación de capital empeora el valor de uso de la naturaleza, no necesariamente tiene un impacto negativo en la capacidad capitalista de producir y acumular valor y plusvalía.

El calentamiento global es la privatización de las mercancías ordinarias por parte del capital, y actualmente implica la expropiación del espacio ecológico. Una estrategia climática progresiva debe reducir el crecimiento y el uso de energía al tiempo que mejora la calidad de vida de un gran número de personas. A nivel mundial, las empresas multinacionales y otros operadores privados se resisten a las medidas impuestas por el gobierno, como las cuotas obligatorias, y están más dispuestos a utilizar mecanismos de mercado, como la compra y venta de "créditos de carbono" o de ligeras "alternativas verdes". Los críticos afirman que los "créditos de carbono" no son más que licencias de contaminación. Por lo tanto, el cambio climático también es una amenaza y una oportunidad para implementar reformas sociales y económicas demoradas que han sido completamente transferidas o destruidas por las élites que buscan mantener o aumentar sus privilegios. 

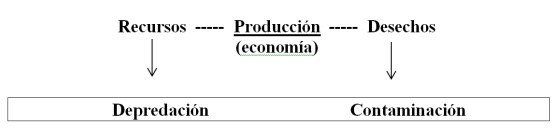
Ciclo de producción

Esquema de problemas ambientales: Se puede señalar que uno de los conceptos, la depredación, se ubica al inicio del proceso productivo, porque los materiales o espacios alejados de la naturaleza ingresan al proceso productivo como materias primas. Otro concepto, la contaminación, se ubica en el proceso productivo y al final, porque son el desperdicio de los commodities producidos, y el ciclo de vida útil para el ser humano ha terminado. Tanto el proceso de producción en sí como los bienes producidos producirán contaminación cuando se consuman. En cualquier caso, es el sistema de producción el que puede explicar la depredación y la contaminación, por lo que es necesario explicar la conexión entre los problemas ambientales y las leyes económicas, que en este caso es capitalista. No se consideran aquí los eventos extremos naturales que causan contaminación o dañan el ecosistema, como erupciones volcánicas, terremotos, huracanes o tsunamis.

## Términos relacionados
- Anticapitalismo
- Antiglobalización
- Modo de producción capitalista
- Colonialismo
- Comunismo
- Decrecimiento
- Desigualdad social
- Libre economía
- Imperialismo
- Teoría del valor-trabajo
- Fundamentalismo de libre mercado
- Marxismo
- Economía marxista
- Economía del don
- Netocracia
- Socialismo
- Crítica social
- Socialdemocracia
- Esclavitud del salario
- ¿Por qué el socialismo?